# San Gregorio d’Ippona
San Gregorio d’Ippona ist eine italienische Gemeinde (comune) mit 2499 Einwohnern (Stand 31. Dezember 2023) in der Provinz Vibo Valentia in Kalabrien. Die Gemeinde liegt etwa vier Kilometer südlich von Vibo Valentia.

## Verkehr
Auf der nördlichen Gemeindegrenze liegt die Strada Statale 182 delle Serra Calabrese von Vibo Valentia nach Soverato.